# Things I'll Never Say
«Thing I'll Never Say» es una canción promocional de Avril Lavigne, de su álbum Let Go. Solamente fue lanzado como un sencillo radial para Italia. Se podría decir que es el séptimo sencillo del disco, siendo el tercero de los "no oficiales", junto a «Mobile», «Unwanted» y «Tomorrow».
- Datos: Q6145953